# NGC 3213
NGC 3213 é uma galáxia espiral (Sbc) localizada na direcção da constelação de Leo. Possui uma declinação de +19° 39' 06" e uma ascensão recta de 10 horas, 21 minutos e 17,4 segundos.
A galáxia NGC 3213 foi descoberta em 13 de Março de 1883 por Édouard Jean-Marie Stephan.